# Fontana di Ponte Sisto
Fontana di Ponte Sisto, även benämnd Fontanone dei Cento Preti och Fontana dell'Acqua Paola in Piazza Trilussa, är en fontän vid Piazza Trilussa i Rione Trastevere i Rom. Fontänen, som är belägen i närheten av Ponte Sisto, ritades av Giovanni Vasanzio med assistans av Giovanni Fontana och invigdes år 1613 vid Via Giulia. År 1898 flyttades den till andra sidan Tibern. Fontänen förses med vatten från Acqua Paola.

## Beskrivning
Fontänen beställdes av påve Paulus V och designades av den nederländske arkitekten Giovanni Vasanzio (egentligen Jan van Santen); arkitekten och ingenjören Giovanni Fontana anlitades för att konstruera hydrauliken. Själva fontändelen är placerad i en nisch, flankerad av två joniska kolonner med festongkapitäl. Fontänen kröns av påve Paulus V:s vapen och är dekorerad med örnar och drakar – påvens heraldiska djur. Vattnet porlar ur drakarnas gap samt ur gapen på två lejonhuvuden. Fontänen bär inskriptionen (1613):
Fontänen ingick ursprungligen i komplexet Ospizio dei Mendicanti, ett härbärge för luffare och tiggare vid Ponte Sisto; här fanns även kyrkan San Francesco d'Assisi a Ponte Sisto, vilken revs år 1879. Under 1700-talet överläts kyrkan och en del av härbärget åt Congregazione dei Cento Preti, vilken inredde det senare till ett sjukhus för sina präster.
Vid anläggandet av de nya tiberkajerna i slutet av 1800-talet monterades fontänen ned år 1879 och rekonstruerades på sin nuvarande plats av arkitekten Angelo Vescovali år 1898. I samband med detta tillfogades en andra inskription:
| NYMPHAEVM AQVAE PAVLLAE E CAPITE VIAE IVLIAE ADVERSAE FLVMINIS RIPAE LAXANDAE CAVSSA S.P.Q.R. HVC TRANSPONI NOVISQVE OPERIBVS INSTAVRARI CVRAVIT A MDCCCXCVIII |

## Bilder
| - Fontänen på sin ursprungliga plats vid Via Giulia. - Fontänen år 1879. |

| - Påve Paulus V:s vapen. - Piazza Trilussa med fontänen på en karta från år 2019. |